# فرودگاه وستپورت (نیوزیلند)
فرودگاه وستپورت (نیوزیلند)  (به انگلیسی: Westport Airport (New Zealand))  یک فرودگاه   با کد یاتا WSZ است که یک باند فرود آسفالت دارد و طول باند آن ۱۲۸۰ متر است. این فرودگاه در  کشور نیوزلند قرار دارد و در ارتفاع ۴ متری از سطح دریا واقع شده است.